# Darriwil
| System                           | Oddział  | Piętro    | Wiek (mln lat) |
| -------------------------------- | -------- | --------- | -------------- |
| Sylur                            | Landower | Ruddan    | młodsze        |
| Ordowik                          | Późny    | Hirnant   | 445,6–443,7    |
| Ordowik                          | Późny    | Kat       | 455,8–445,6    |
| Ordowik                          | Późny    | Sandb     | 460,9–455,8    |
| Ordowik                          | Środkowy | Darriwil  | 468,1–460,9    |
| Ordowik                          | Środkowy | Daping    | 471,8–468,1    |
| Ordowik                          | Wczesny  | Flo       | 478,6–471,8    |
| Ordowik                          | Wczesny  | Tremadok  | 488,3–478,6    |
| Kambr                            | Furong   | Piętro 10 | starsze        |
| Podział według IUGS, lipiec 2009 |          |           |                |

Darriwil (ang. Darriwilian)
- w sensie geochronologicznym – drugi wiek środkowego ordowiku, trwający około 7 milionów lat (od 468,1 ± 1,6 do 460,9 ± 1,6 mln lat temu). Darriwil jest młodszy od dapingu a starszy od sandbu.

- w sensie chronostratygraficznym – drugie piętro środkowego ordowiku, wyższe od dapingu a niższe od sandbu. Stratotyp dolnej granicy darriwilu znajduje się w Huangnitang na N od Changshan koło Szanghaju (Chiny). Dolną granicę darriwilu wyznacza pierwsze pojawienie się graptolita Undulograptus austrodentatus (Harris et Keble, 1932). Nazwa pochodzi od płaskowyżu Darriwil w Australii.